# Brambach (Adelsgeschlecht)

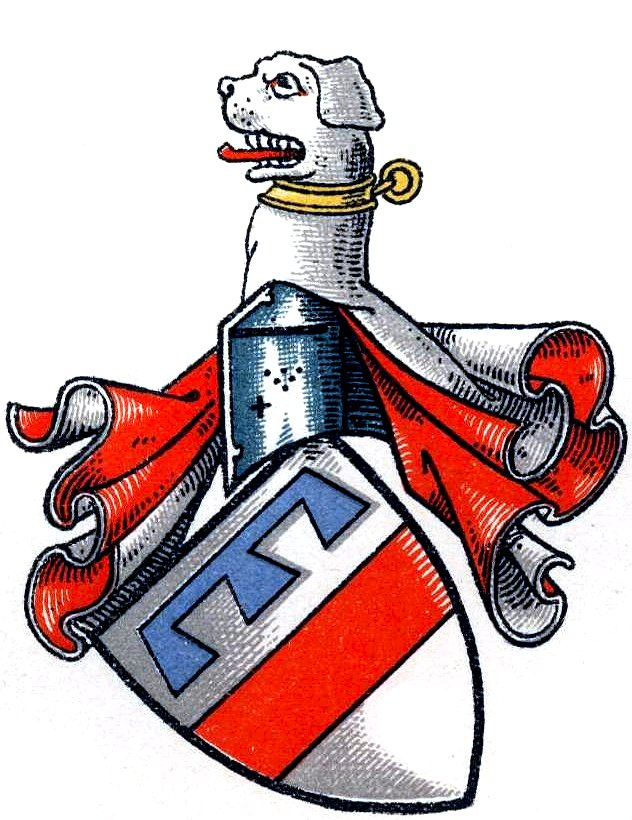
Wappen derer von Brambach

Die Herren von Brambach waren ein westfälisch-hessisches Adelsgeschlecht.

## Geschichte
Das Geschlecht war im Nassauischen und im Siegenschen begütert. In Salz im Amt Wallmerod hatte es sein Erbbegräbnis. Dietrich von Brambach nannte sich 1345 von Bullincheym, nach seinen Besitzungen in Bilkheim, Amt Wallmerod. Auch Hof Neuroth zwischen Bilkheim und Salz gehörte der Familie. Darüber hinaus besaß die Familie Güter zu Werod, Wersdorf, Wanscheid und Schönberg (Amt Wallmerod), in Dorndorf und Hangenmeilingen (Amt Hadamar) sowie zu Nessbach (Amt Limburg). Ferner waren sie Burgmänner zu Hadamar, Burg Rheinfels, Burg Limburg (Hessen) und Burg Katzenelnbogen.
In Siegen besaß die Familie ein Haus auf der Burgstraße („Brambach-Haus“), in dem später Peter Paul Rubens aufwuchs.
Das Geschlecht erlosch mit dem Tod von Heinrich Ernst von Brambach im Jahr 1773.

## Namensträger
- Meffert/Meffried von Brambach (1485–1531), 1500–1529 Amtmann im Amt Hadamar, 1512 Amtmann im Amt Montabaur, Besitzer des Volenhofs
- Friedrich von Brambach, 1513–1521 Amtmann im Amt Porz
- Meffried von Brambach, 1526–1552 Amtmann zu Siegen
- Andreas von Brambach, 1534–1564 Amtmann im Amt Hadamar
- Anna von Brambach, 1558–1562 Äbtissin Abtei St. Thomas (Andernach), 1528–1568 Äbtissin Kloster Beselich
- Wilhelm von Brambach, Amtmann im Amt Diez, Sohn von Meffried (Amtmann Siegen)
- Eberhard von Brambach, kurtrierischer Haushofmeister in Koblenz, Sohn von Meffried (Amtmann Siegen)
- Wilhelm von Brambach, 1572–1579 Amtmann im Amt Hadamar
- Johann Christoph von Brambach, 1618–1620 Propst Kloster Obermarsberg, 1624–1638 Abt Stift Corvey
- Georg Ludwig von Brambach, 1638 Amtmann im Amt Montabaur (Amtsverwalter 1636–1645)
- Caroline von Brambach, 1740–1768 Äbtissin Abtei St. Hildegard (Rüdesheim am Rhein)

## Wappen
Blasonierung: In Silber ein roter Balken, darüber ein blauer dreilatziger Turnierkragen. Auf dem Helm ein rechtsgewandter silberner Brackenkopf mit goldenem Halsband. Die Helmdecken sind rot-silber.
Abweichend wird der Schild bei Siebmacher häufig mit einem schräglinken, teilweise auch schrägrechten Balken und entsprechendem Turnierkragen dargestellt:
- Wappen derer von Brambach[5]
- Wappen des Johann Christoph von Brambach, 1626–1638 Abt von Corvey[6]
- Wappen der Freiherren von Brambach[7]
- Wappen derer von Brambach[8]
- Wappen derer von Brambach[9]
- Wappen der Brüder Friedrich und Bertram von Brambach (1537)[10]
- Wappen derer von Brambach[11]
- Wappen derer von Brambach[12]

Die Blasonierung des Wappens des Corveyer Abts Johann Christoph von Brambach lautet: Der Schild quadriert. Felder 1 und 4 Corvey (Gold über Rot geteilt), Felder 2 und 3 in Silber ein roter, schräglinker Balken, darüber ein blauer Turnierkragen. Am dem Schulde ruht die Inful, welche mit drei Krummstäben durchsteckt ist.
Weitere Wappendarstellungen:

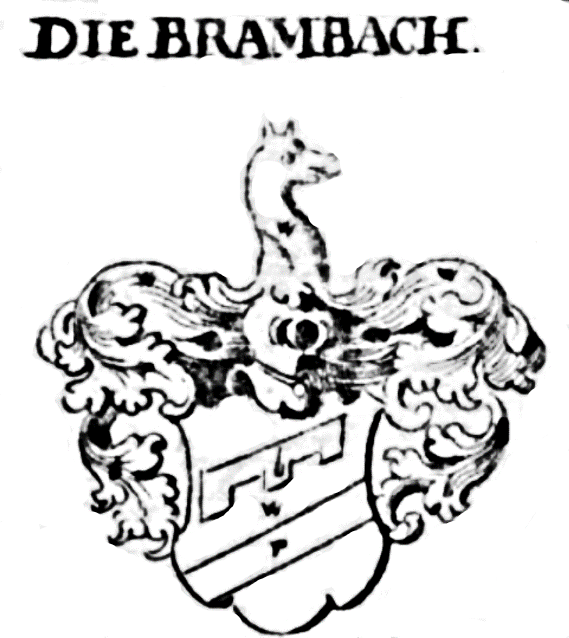
Wappen derer von Brambach am Haus Vorderer Bach 4 in Bamberg
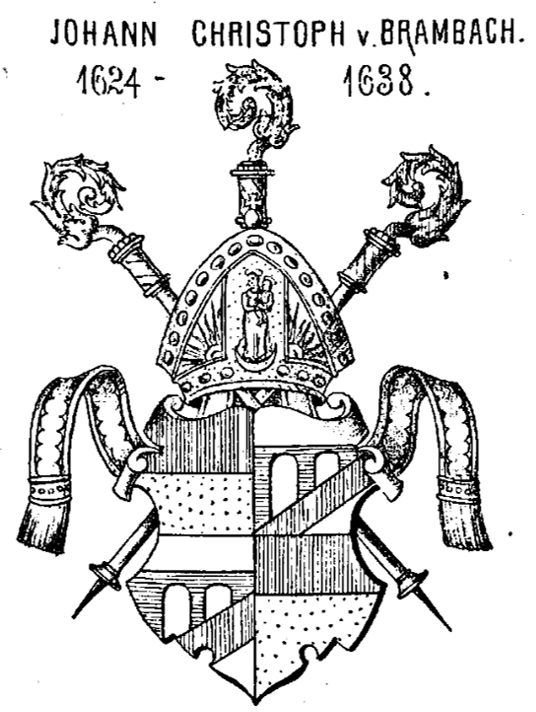
Wappen des Johann Christoph von Brambach, 1626–1638 Abt von Corvey
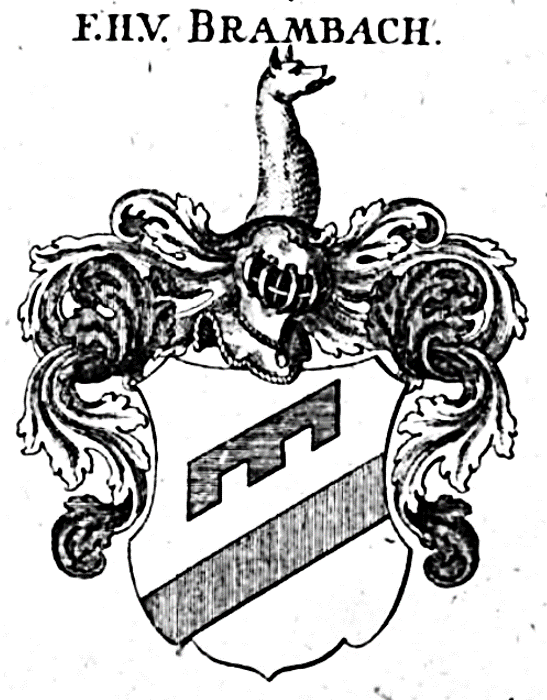
Wappen derer von Brambach auf einem Epitaph in der ev. Kirche in Treis an der Lumbda (Hessen)
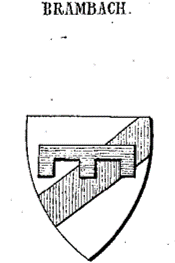
Wappen derer von Brambach
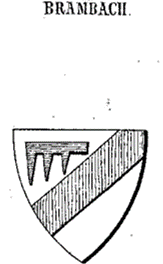
Wappen derer von Brambach
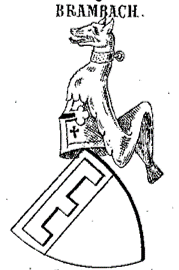
Wappen der Brüder Friedrich und Bertram von Brambach (1537)
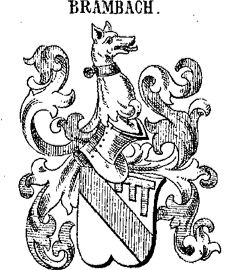
Wappen derer von Brambach
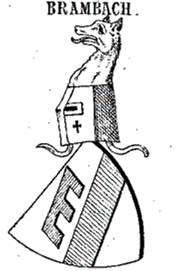
Wappen derer von Brambach

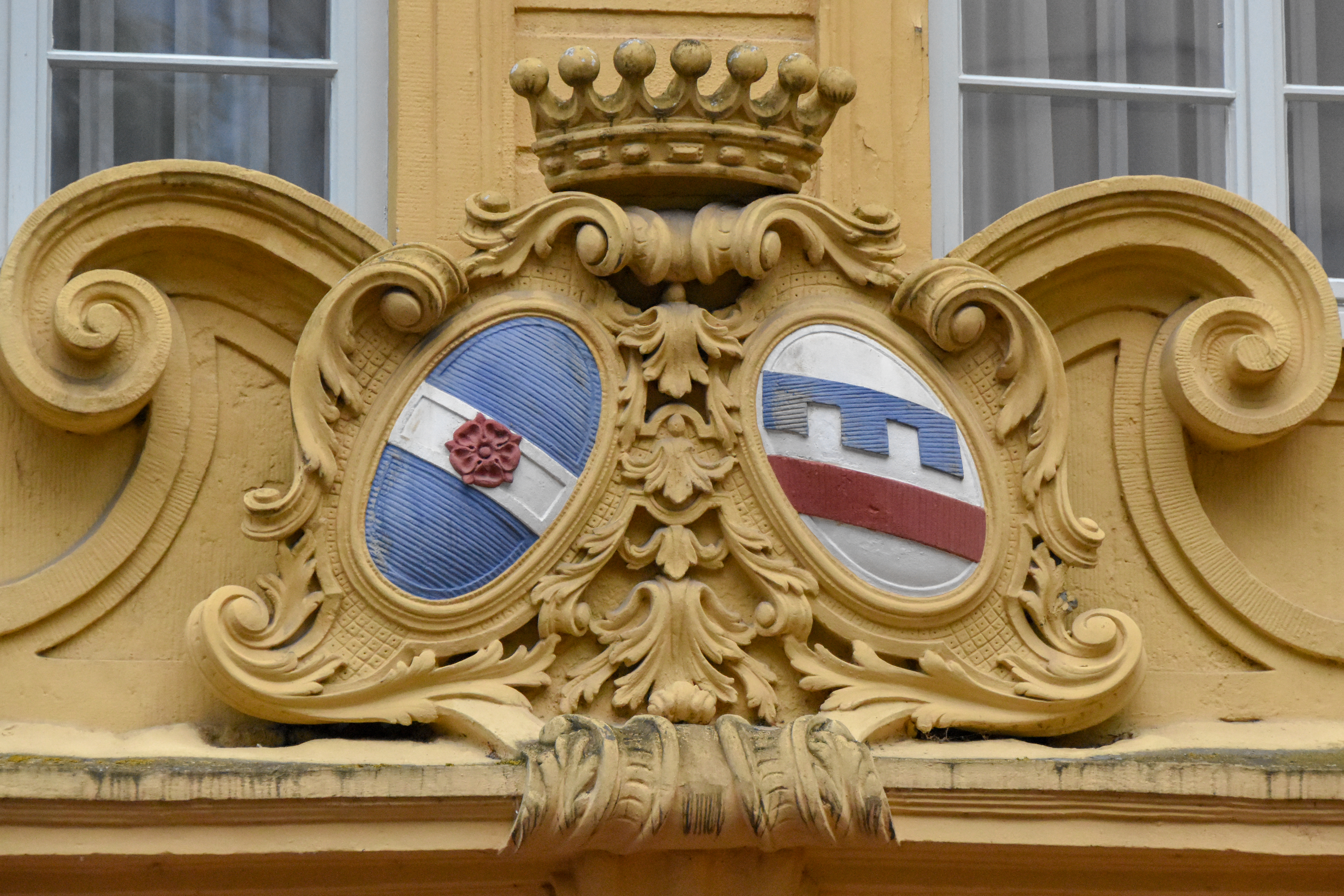
Wappen derer von Brambach am Haus Vorderer Bach 4 in Bamberg
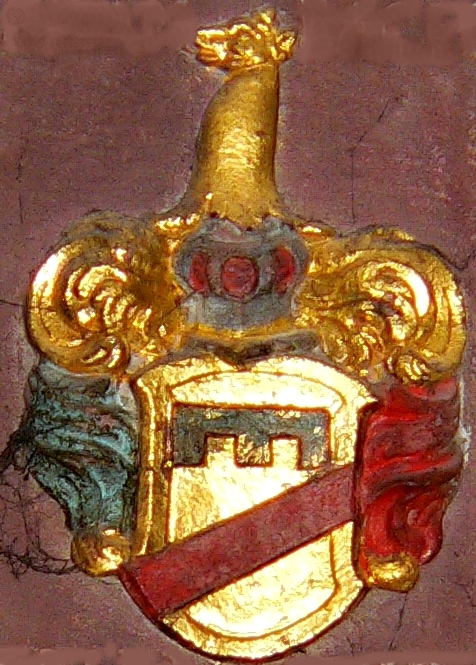
Wappen derer von Brambach auf einem Epitaph in der ev. Kirche in Treis an der Lumbda (Hessen)

Die Marktgemeinde Prambachkirchen in Oberösterreich führt seit 1974 eine Version des Brambach'schen Familienwappens als Marktwappen („In Silber ein roter Schräglinksbalken, darüber schräglinks ein blauer Turnierkragen.“) und begründet dies mit der historischen Verbindung des Ortes Prambachkirchen zum Passauer Bischof  Bernhard von Prambach.

Marktwappen von Prambachkirchen